# Augusta af Danmark
Augusta af Danmark (8. april 1580 – 5. februar 1639) var en dansk prinsesse, der var hertuginde af Slesvig-Holsten-Gottorp fra 1596 til 1616 som ægtefælle til hertug Johan Adolf af Slesvig-Holsten-Gottorp.
Hun var datter af Frederik 2. af Danmark og Sophie af Mecklenburg og blev gift med Johan Adolf af Slesvig-Holsten-Gottorp (1575-1616) i 1596 og fik titel af hertuginde.

## Biografi

### Tidlige liv
Augusta blev født den 8. april 1580 på Koldinghus som tredje datter af Frederik 2. af Danmark og Sophie af Mecklenburg. Som lærere for hende i hendes barndom nævnes den tidligere tyske præst i København, M. Laurids Pedersen, Samuel Noviomagus og Ludvig Pedersen, lærer i fransk.

### Hertuginde af Gottorp
Den 30. august 1596 blev hun gift på Københavns Slot med sin fars fætter Hertug Johan Adolf af Slesvig-Holsten-Gottorp.
Forholdet mellem ægtefællerne blev efterhånden mindre godt, da de var uenige om religiøse spørgsmål. Johan Adolf var calvinist, og Augusta, der var ortodoks lutheraner, modsatte sig Johan Adolfs bestræbelser på at begunstige den reformerte kirke. Da han i 1614 ansatte den calvinistiske Philip Cæsar som hofpræst, afholdt hun sig i årene 1614-16 fra at deltage i gudstjenesten på Gottorp Slot og gik ofte til fods, selv i dårligt vejr, til domkirken i Slesvig by.

### Enke
Da Johan Adolf var død 31. marts 1616, sørgede hun for, at Cæsar blev afskediget, og den lutheranske Jacob Fabricius den Ældre blev kaldt tilbage i 1616. Selv tog hun derpå ophold på sit enkesæde Husum Slot, hvor hun allerede tidligere ofte havde opholdt sig og nu indrettede med stor pragt. Her udøvede hun en betydelig politisk indflydelse og engagerede sig i kunst, kultur, musik, havekunst, kirke- og skolevæsen. Hun ansatte Fabricius søn, Jacob Fabricius den Yngre som hofpræst. På Reinbek Slot, der også hørte til hendes livgeding, opholdt hun sig kun sjældent men udførte alligevel forskellige tilbygninger, blandt andet et slotskapel.
På trods af sine ellers strengt lutherske anskuelser støttede Augusta alligevel Anna Ovena Hoyer, enke efter stalleren Herman Hoyer. Hun havde forarget gejstligheden med sine sværmeriske meninger og skrifter, og da hun i 1632 flygtede til Sverige, gav Augusta hende en anbefaling med til den svenske enkedronning Maria Eleonora.
Augusta er blevet beskrevet som grådig, og i 1631 havnede hun i en langvarig og meget bitter strid med sin bror, Christian 4. om arven efter deres velstående mor Enkedronning Sophie.
Hun døde 58 år gammel den 5. februar 1639 på Husum Slot og ligger begravet i Slesvig Domkirke.

## Ægteskab og børn
Augusta blev gift den 30. august 1596 på Københavns Slot med Johan Adolf af Slesvig-Holsten-Gottorp (1575–1616), søn af hertug Adolf af Slesvig-Holsten-Gottorp og Christine af Hessen. I ægteskabet blev der født 8 børn:
| Navn                   | Født                   | Død                    | Bemærkninger                                                                                     |
| Med Augusta af Danmark | Med Augusta af Danmark | Med Augusta af Danmark | Med Augusta af Danmark                                                                           |
| ---------------------- | ---------------------- | ---------------------- | ------------------------------------------------------------------------------------------------ |
| Frederik 3.            | 22. december 1597      | 10. august 1659        | Hertug af Slesvig-Holsten-Gottorp 1616–1659 Gift 21. februar 1630 med Marie Elisabeth af Sachsen |
| Elisabeth Sophie       | 12. oktober 1599       | 25. november 1627      | Gift 5. marts 1621 med Hertug August af Sachsen-Lauenburg                                        |
| Adolf                  | 15. september 1600     | 19. september 1631     |                                                                                                  |
| Dorothea Augusta       | 12. maj 1602           | 13. marts 1682         | Gift 12. maj 1633 med Hertug Joachim Ernst af Slesvig-Holsten-Sønderborg-Plön                    |
| Hedvig                 | 23. december 1603      | 22. marts 1657         | Gift 15. juli 1620 med August, pfalzgreve af Pfalz-Sulzbach                                      |
| Anna                   | 19. december 1604      | 20. marts 1623         |                                                                                                  |
| Johan                  | 18. marts 1606         | 21. februar 1655       | Fyrstbiskop af Lübeck 1634–1655 Gift 7. maj 1640 med Julia Felicitas von Württemberg-Weiltingen  |
| Christian              | 1. december 1609       |                        |                                                                                                  |